# 恩加丁号水上飛機母艦
恩加丁號水上飛機母艦 （英語： HMS Engadine ）是第一次世界大戰期間在英國皇家海軍服役的一艘由客輪改裝而來的水上飛機母艦。她最初配備了臨時機庫搭載三架水上飛機，用於北海的空中偵察和轟炸任務。1914 年底，她參加了突襲庫克斯黑文的行動，之後於1915年開始進行更徹底的改裝，搭載容量增加到四架飛機。1915年底恩加丁號被調到大艦隊的戰鬥巡洋艦分艦隊， 1916年參加日德蘭海戰為大艦隊提供了空中偵察能力，成為歷史上首艘參與海戰行動的「航空母艦」。
1918年被轉調到地中海直到大戰結束。
1919年她被售回給原本的船主，恢復了戰前的角色。1933年恩加丁號出售給一家菲律賓公司，並更名為科雷吉多號。1941年12月日軍入侵菲律賓時被水雷擊沉。